# Hevesvezekény
Hevesvezekény je vas na Madžarskem, ki upravno spada pod podregijo Hevesi Županije Heves.